# Midsommarfjället
Midsommarfjället är ett naturreservat i Strömsunds kommun i Jämtlands län.
Området är naturskyddat sedan 2014 och är 634 hektar stort. Reservatet omfattar delar av Bunkfjällets (bergets högsta punkt 743 m ö.h.) och Midsommarfjällets nordostsluttningar och består av gles granskog och mindre myrmarker. 